# 竹内康祐 (アナウンサー)
竹内 康祐（たけうち こうすけ、1978年3月15日 - ）は、元テレビ高知のアナウンサー。現在は実業家、塾講師、フリーアナウンサー。

## 来歴
高知県高知市出身。愛光中学校・高等学校、東京大学文学部卒業。愛光中高及び東京大学の同級生に兵庫県知事の斎藤元彦がいる。斎藤氏とは中高時代にソフトボール部でもチームメイトだった。
大学を卒業後、2001年4月にテレビ高知 (KUTV) に入社。同期に元同局アナウンサーの加藤泰子がいる。10年以上勤務の後、2011年9月に同局を退社する。
2011年12月、竹内の父親が地元高知で創業した土佐アカデミー7教室（2011年時点）のうち、休校中であった瀬戸教室を引き継いで教室長となる。そして2012年11月には、父の跡を継いで土佐アカデミーの代表取締役社長および塾長に就任する。2013年1月からは、東京声優プロデュース高知校の講師も務めている。

## 担当番組
いずれもテレビ高知時代の担当番組。特記のないデータは、すべて下記外部リンク節の公式プロフィールからの参考。
- UTATOPIA[4]
- 歌って走ってキャラバンバン - 司会[4]
- イブニングKOCHI - 木曜・金曜担当、月曜お天気中継リポーター[5]
- 高知市だより[5]
- こちら元気情報局[5]
- ウォッチ!（TBS） - 中継出演[5]
- GENKI情報局[6]
- スポーツ中継 - 実況担当、リポーター[1][7]
- みのもんたの朝ズバッ!（TBS） - 中継出演[7]
- 円と康祐のおまかせ演歌
- 県民ニュース
- わくわく情報局
- えなりかずき!そらナビ（中部日本放送） - 中継出演
- KUTVニュース